# Emil F. Hafelfinger
Emil F. Hafelfinger (* 1866 in Weehawken ?, New Jersey; † unbekannt) war ein US-amerikanischer Konstrukteur und Erfinder.

## Werdegang
Am 1. Dezember 1900 reichte Hafelfinger eines der ersten US-Patente über ein Motorrad (US-Patent No 682682) ein, dem am 17. September 1901 stattgegeben wurde. Im Januar 1901 stellte Hafelfinger seinen Motor mit SV-Ventilsteuerung auf der New York City Motorcycle Show aus. Oscar Hedstrom, Mitgründer von Indian, hatte die technischen Möglichkeiten des Hafelfinger-Motors bei der Ausstellung offensichtlich erkannt. Dass Hedstrom seinen ersten Indian-Motor „heimlich“ entwickelte und im Mai 1901 vorstellte, ist für Jerry Hatfield kein Wunder, da er eine 1:1 Kopie von Hafelfingers Motor darstellte. Hafelfinger soll darüber hinaus weitere Kopien seines Motors bei anderen führenden Herstellern festgestellt haben; klagte jedoch nicht dagegen, da sein Motor, so Hatfield, selbst eine verkleinerte Version des De-Dion-Bouton-Motors war.
Von 1901 bis 1908 produzierte Hafelfinger in seiner Firma Royal Motor Works in Worcester, Massachusetts, Einbaumotoren sowie Motorräder unter der Marke Royal. 1909 wurde die Marke Royal in Royal Pioneer umbenannt. Die Motoren hatten eine OHV-Ventilsteuerung und einen halbkugelförmigen Brennraum. 1910 wurden die Produktionsanlagen durch ein Großfeuer zerstört, die Firma hörte danach auf zu existieren. Hafelfinger hat am 7. Dezember 1920 noch ein US-Patent über Saitenspanner für Violinen erhalten.
Vier Royal-Pioneer-Motorräder sollen heute noch existieren. Bonhams versteigerte 2010 eine Royal Pioneer 30.50ci Single für 92.000 US-Dollar.